# Phản ứng về Sự kiện 11 tháng 9

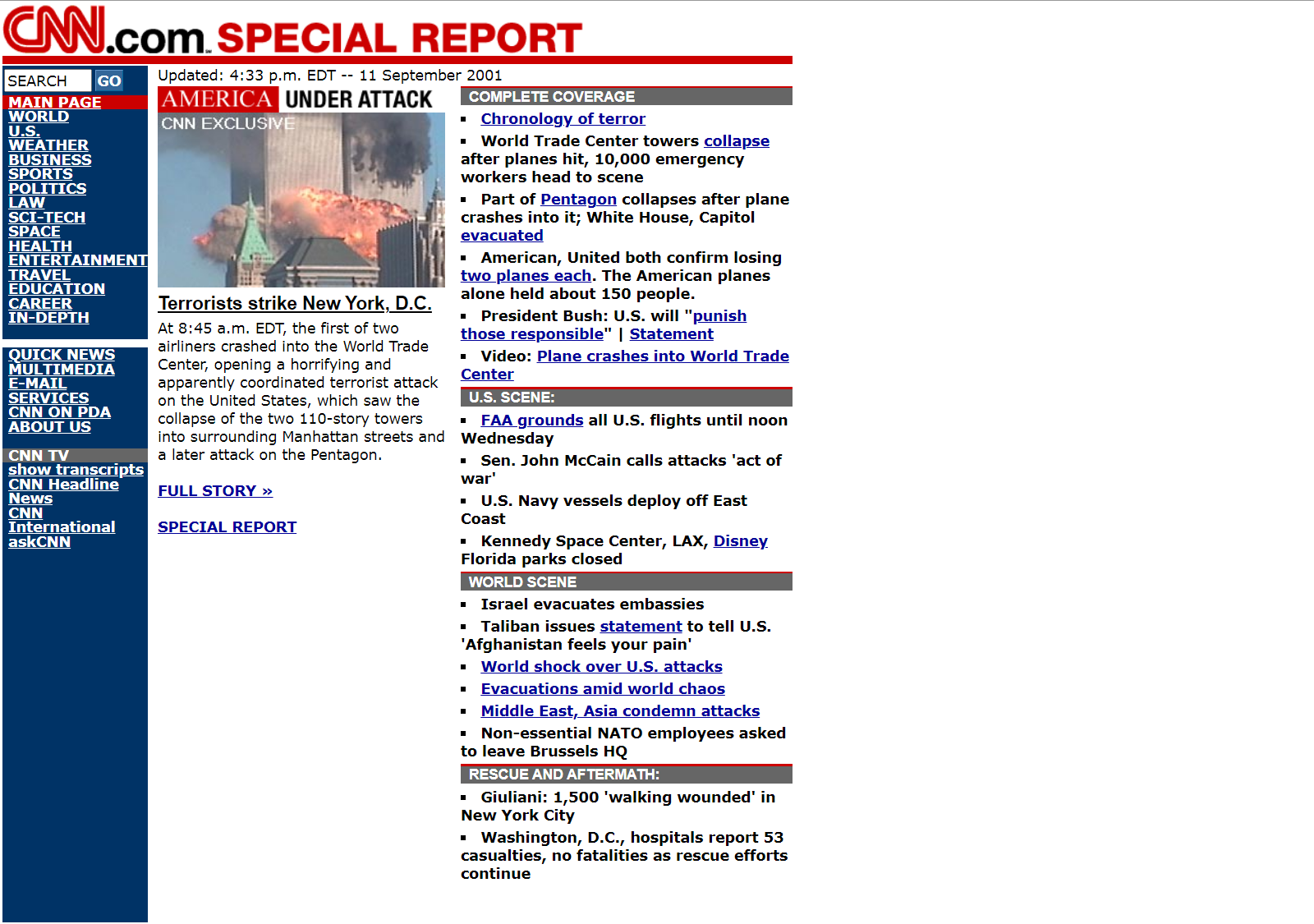
Website của CNN sáu tiếng sau vụ tấn công. Trước đó một bản sao của website được tạo ra để giảm lưu lượng truy cập quá lớn lúc đó.

Sự kiện 11 tháng 9 đã bị các nhà lãnh đạo thế giới và các đại diện chính trị và tôn giáo khác cùng các phương tiện truyền thông quốc tế lên án. Các cuộc tấn công đã bị các chính phủ trên thế giới lên án rộng rãi, bao gồm cả những chính phủ theo truyền thống được coi là thù địch với Hoa Kỳ, chẳng hạn như Cuba, Iran, Syria, Libya, Bắc Triều Tiên và Afghanistan.
Tuy nhiên, trong một số trường hợp một số nhóm và cá nhân đã cáo buộc Hoa Kỳ thực tế đã tự gây ra các cuộc tấn công. Những báo cáo này chưa được xác thực và nhiều báo cáo đã được liên kết với các thuyết âm mưu chưa được chứng minh.
Nhiều quốc gia đã ban hành luật chống khủng bố và đóng băng các tài khoản ngân hàng của các doanh nghiệp và cá nhân mà họ nghi ngờ có liên hệ với al-Qaeda và thủ lĩnh Osama bin Laden, những kẻ thực hiện các cuộc tấn công.

## Hoa Kỳ

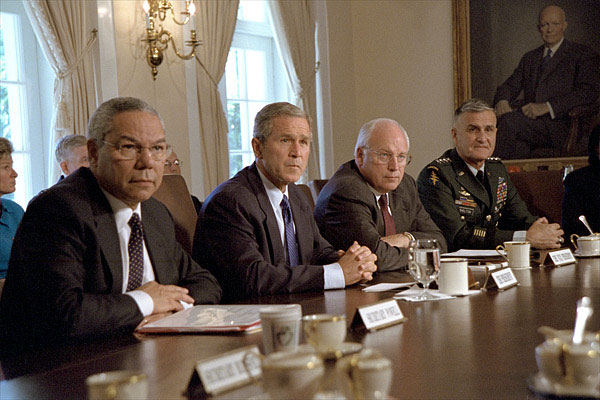
Ngày 12/9. Từ trái sang phải: Ngoại trưởng Colin Powell,, Phó Tổng thống Dick Cheney Tổng thống Bush và Chủ tịch Hội đồng Tham mưu trưởng Liên quân Hugh Shelton, trò chuyện với báo chí về vụ tấn công.

Ngay sau vụ tấn công, chính quyền Bush đã tuyên chiến với khủng bố, với mục tiêu nêu ra là đưa Osama bin Laden và al-Qaeda ra trước công lý và ngăn chặn sự xuất hiện của các mạng lưới khủng bố khác. Những mục tiêu này sẽ được thực hiện bằng các biện pháp bao gồm các lệnh trừng phạt kinh tế và quân sự đối với các quốc gia được coi là chứa chấp khủng bố và tăng cường giám sát và chia sẻ thông tin tình báo toàn cầu. Vài giờ sau vụ tấn công, Bộ trưởng Bộ Quốc phòng Rumsfeld đã suy đoán về sự tham gia có thể có của Saddam Hussein và ra lệnh cho các phụ tá của ông lập kế hoạch tấn công Iraq; mặc dù không có cơ sở, nhưng mối liên hệ này đã góp phần vào sự chấp nhận của công chúng đối với cuộc xâm lược Iraq năm 2003. 

### Nguời Mỹ theo Hồi giáo
Tuyên bố chung của các tổ chức Hồi giáo Hoa Kỳ đã nêu ra rằng:
Người Hồi giáo Hoa Kỳ lên án mạnh mẽ những hành động khủng bố tàn bạo và hèn nhát chống lại thường dân vô tội. Chúng tôi cùng với tất cả người Mỹ kêu gọi nhanh chóng bắt giữ và trừng phạt những kẻ thủ ác. Không có lý do chính trị nào có thể được hỗ trợ bởi những hành động vô đạo đức như vậy.

### Người Mỹ theo Thiên Chúa giáo
Tổng thống Bush , một người theo đạo Thiên chúa sùng đạo, đã trích dẫn Thi thiên 23 trong bài phát biểu toàn quốc ngay sau vụ tấn công: 
Nước Mỹ và những người bạn và đồng minh của chúng ta cùng chung tay với tất cả những ai muốn có hòa bình và an ninh trên thế giới, và chúng ta cùng nhau chiến thắng cuộc chiến chống khủng bố. Tối nay, tôi xin cùng các bạn cầu nguyện cho tất cả những ai đang đau buồn, cho những đứa trẻ có thế giới bị tan vỡ, cho tất cả những ai có cảm giác an toàn và an ninh bị đe dọa. Và tôi cầu nguyện rằng họ sẽ được an ủi bởi một sức mạnh lớn hơn bất kỳ ai trong chúng ta, đã được nói qua các thời đại nằm trong Thi thiên 23: "Dù tôi đi qua thung lũng bóng tối của sự chết, tôi không sợ tai họa nào, vì Chúa ở cùng tôi."
Tổng thống Bush cũng kêu gọi đoàn kết với người Hồi giáo và đạo Hồi sau vụ tấn công vào người Mỹ gốc Ả Rập và người Hồi giáo, tuyên bố: 
Bản dịch tiếng Anh không hùng hồn bằng bản gốc tiếng Ả Rập, nhưng tôi xin trích dẫn từ chính Kinh Koran: " Về lâu dài, cái ác tột cùng sẽ là kết cục của những kẻ làm điều ác." Vì thế, họ đã từ chối các dấu hiệu của Allah và chế giễu chúng.

Bộ mặt của khủng bố không phải là đức tin thực sự của Hồi giáo. Đó không phải là tất cả những gì Hồi giáo hướng đến. Hồi giáo là hòa bình. Những kẻ khủng bố này không đại diện cho hòa bình. Chúng đại diện cho cái ác và chiến tranh.
Mục sư Billy Graham đã có bài giảng tại Nhà thờ quốc gia Washington trong lễ tưởng niệm các nạn nhân của vụ tấn công, tuyên bố về nhu cầu đổi mới tinh thần và kêu gọi người Mỹ đoàn kết với nhau thông qua đấu tranh và củng cố đức tin của họ, không nên chia rẽ và tan rã như một dân tộc và một quốc gia.
Các buổi cầu nguyện và tưởng niệm của người theo đạo Thiên chúa diễn ra ở nhiều tiểu bang trên khắp Hoa Kỳ.
Hai ngày sau vụ tấn công, trên chương trình truyền hình Cơ đốc giáo The 700 Club, nhà truyền giáo Jerry Falwell gọi sự kiện này là "hình phạt của Chúa" và đổ lỗi cho "những người ngoại đạo", "những người phá thai", "những người theo chủ nghĩa nữ quyền" và "những người đồng tính nam và đồng tính nữ", tuyên bố rằng họ "đã giúp điều này xảy ra". Người dẫn chương trình Pat Robertson đồng tình với những tuyên bố này. Cả hai nhà truyền giáo đều bị Bush chỉ trích vì những tuyên bố của họ, sau đó Falwell đã xin lỗi.

### Các cánh tả
Các trí thức cánh tả khi viết tạp chí Dissent , đã đổ lỗi cho các hành động của Mỹ; bao gồm Chiến tranh vùng Vịnh, lệnh trừng phạt đối với Iraq, sự ủng hộ đối với Ả Rập Saudi và Israel, kích động các cuộc tấn công.  Walzer sau đó mô tả phản ứng của cánh tả đối với vụ tấn công là một "thất bại triệt để".

## Quốc tế
Sauvụ tấn công, nhiều chính phủ và tổ chức trên thế giới đã bày tỏ sự bàng hoàng và cảm thông, đồng thời ủng hộ những nỗ lực đang phát triển trong Cuộc chiến chống khủng bố.

### Phi Hồi giáo
- Argentina: Tổng thống Fernando De La Rua bày tỏ sự phản đối tuyệt đối đối với vụ tấn công khủng bố và đề nghị hỗ trợ Hoa Kỳ về y tế và nhân đạo để ủng hộ cuộc can thiệp do Hoa Kỳ dẫn đầu vào Afghanistan. Humberto Roggero, lúc đó là lãnh đạo Đảng Công lý đối lập, cũng lên án các vụ tấn công, cùng với các thành viên khác của chính phủ và xã hội. Chính phủ đã công bố ba ngày quốc tang với tất cả cờ rủ.[19][20]
- Úc: Thủ tướng John Howard đã có mặt tại Washington D.C. vào sáng ngày xảy ra vụ tấn công và đã viện dẫn Hiệp ước ANZUS, nói rằng điều này thể hiện cam kết vững chắc của Úc trong việc hợp tác với Hoa Kỳ.[21]
- Áo: Các nhà thờ rung chuông.[22]
- Bỉ: Thủ tướng Guy Verhofstadt bày tỏ sự kinh hoàng sâu sắc. Hàng dài người nắm tay nhau thể hiện sự đoàn kết trước Trung tâm Thương mại Thế giới Brussels.[23][24]
- Brazil: Tổng thống Fernando Henrique Cardoso bày tỏ sự kinh hoàng và lên án vụ tấn công, đồng thời gửi thông điệp tới Tổng thống Bush bày tỏ sự đoàn kết với các nạn nhân cũng như lên án mọi hình thức khủng bố. Cardoso cũng bày tỏ lo ngại cho người dân Brazil và khách du lịch Hoa Kỳ, cũng như cho nền kinh tế Brazil và toàn cầu. Rio de Janeiro đã dựng các biển với hình ảnh bức tượng Chúa Cứu Thế ôm đường chân trời Thành phố New York.[25]
- Bulgaria: Chính phủ tuyên bố ngày 13 tháng 9 là ngày quốc tang. Người dân tụ tập tại quảng trường để thắp nến và cầu nguyện.[26][27]
- Belarus: Một năm sau vụ tấn công, Tổng thống Alexander Lukashenko đã gửi lời chia buồn trong một bức thư cá nhân gửi tới Tổng thống Bush, nêu rằng "quốc gia Belarus đã sống sót sau những nỗi kinh hoàng của Thế chiến II và thảm họa Chernobyl hiểu rất rõ những gì mà người dân Hoa Kỳ đã phải trải qua."[28]
- Myanmar: Chính phủ Myanmar đã gửi một bức thư tới Liên Hợp Quốc vào ngày 30 tháng 11 năm 2002, nêu rõ cam kết của mình đối với mọi nỗ lực chống khủng bố. Chính phủ tuyên bố phản đối khủng bố và tuyên bố các quan chức chính phủ sẽ không cho phép đất nước này bị sử dụng làm nơi ẩn náu an toàn hoặc địa điểm cho việc lập kế hoạch và thực hiện các hành vi khủng bố.